# 一戸悠人
一戸 悠人（いちのへ ゆうと、1992年12月20日 - ）は、日本の実業家、情報経営イノベーション専門職大学客員准教授。
株式会社BUB代表取締役社長。青山学院大学経済学部卒業。青山学院大学在学中に世界一周に出発。北海道登別市出身。兄は一戸健人（株式会社ドゥーファの代表取締役CEO）。

## 概要
- 2017年　株式会社リクルートキャリアに新卒入社。
- 2018年　在籍中に株式会社BUB[2]を創業[3]。
- 2019年　BUB RESORT[4]をOPEN。
- 2023年　BUB RESORT2拠点目となる「BUB RESORT Yatsugatake」を山梨県・八ヶ岳にOPEN。
- 2025年　4月BUB RESORT3拠点目となる「BUB RESORT Tsukuba」を茨城県・つくば市にOPEN。